# Heide (Landschaft)

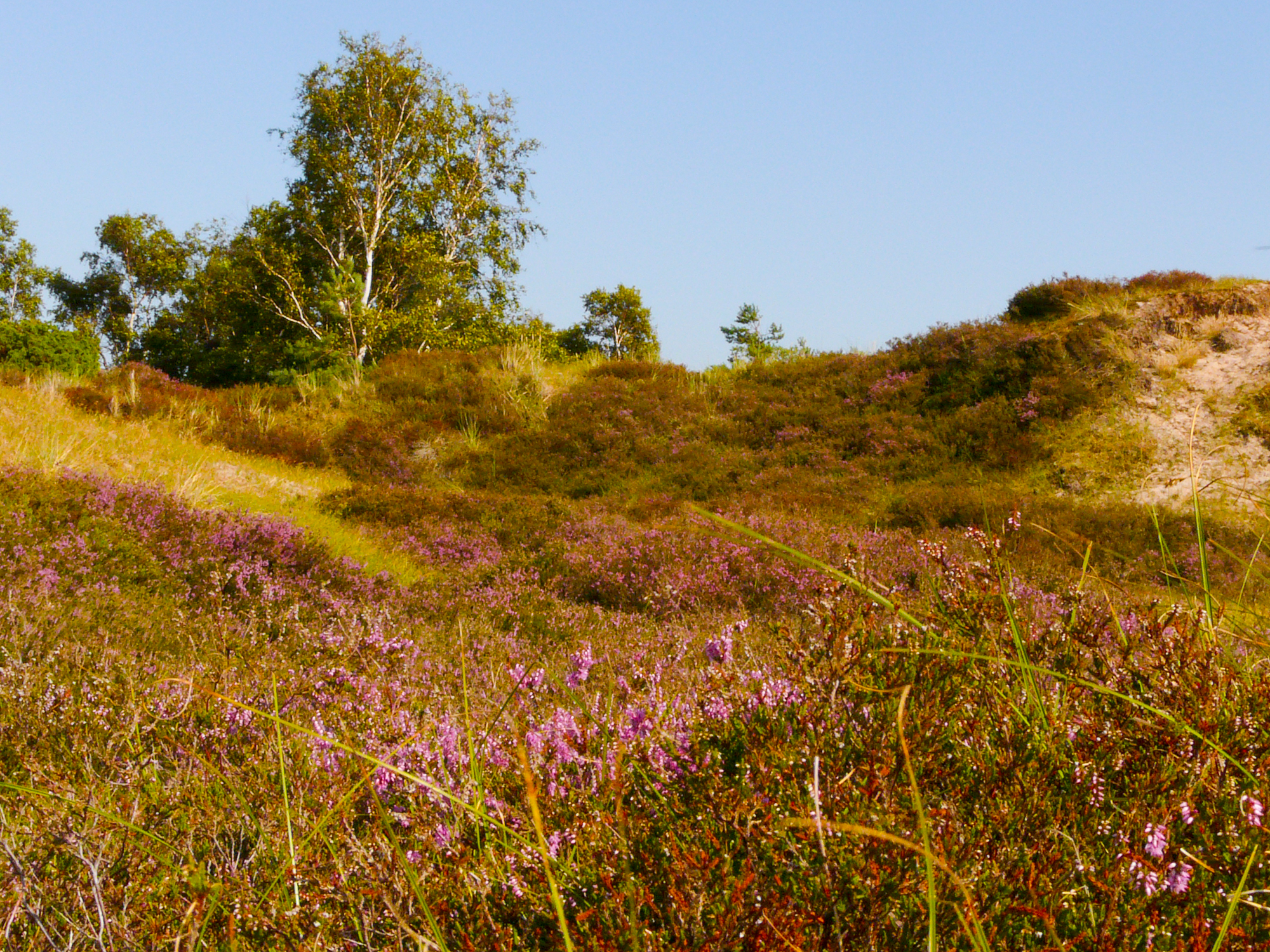
Dünenheide auf Hiddensee: Beispiel für eine Heidelandschaft mit natürlicher (Dünenvegetation) und anthropogener (Überweidung) Entstehungsgeschichte

Heide (veraltet auch Haide) ist die Bezeichnung für einen Landschaftstyp, ursprünglich für das vom Menschen unbebaute Land, später auch eine schlechthin unfruchtbare, nicht urbar zu machende Landschaft.
Im engeren Sinne versteht die Ökologie darunter heute Vegetationstypen des Offenlandes, die durch niedrige Zwergsträucher wie z. B. Besenheide, Heidelbeere und Preiselbeere mit immergrünem, hartem Laub geprägt sind. Heiden sind dabei insbesondere Landschaften, die von Heidekrautgewächsen dominiert werden.
Da im Klima der feuchten Mittelbreiten von Natur aus grundsätzlich Wald entsteht, kommen natürliche Heiden – die fachsprachlich in der Regel Zwergstrauchheide genannt werden – nur unter bestimmten edaphischen Bedingungen (etwa sehr magere, durchlässige Kalk- oder Sandböden, Dünenbildung an Küsten, Torfboden, Felsstandorte) vor. Der Großteil der heute bestehenden Heidelandschaften ist anthropogen durch Jahrhunderte lange übermäßige Waldbeweidung mit starkem Verbiss und/oder Niederwaldwirtschaft auf mageren Böden entstanden. Der Fortbestand solcher Heiden als Kulturlandschaften ist von dauerhafter Landschaftspflege abhängig. Ohne diese Maßnahmen würde sich wieder Wald einstellen.
Heiden waren vor den umfangreichen bodenverbessernden Maßnahmen Mitte des 20. Jahrhunderts in der Landwirtschaft Europas weit verbreitet. Heute sind nur noch Reste verblieben, die zu weiten Teilen unter Naturschutz stehen.

## Naturlandschaften

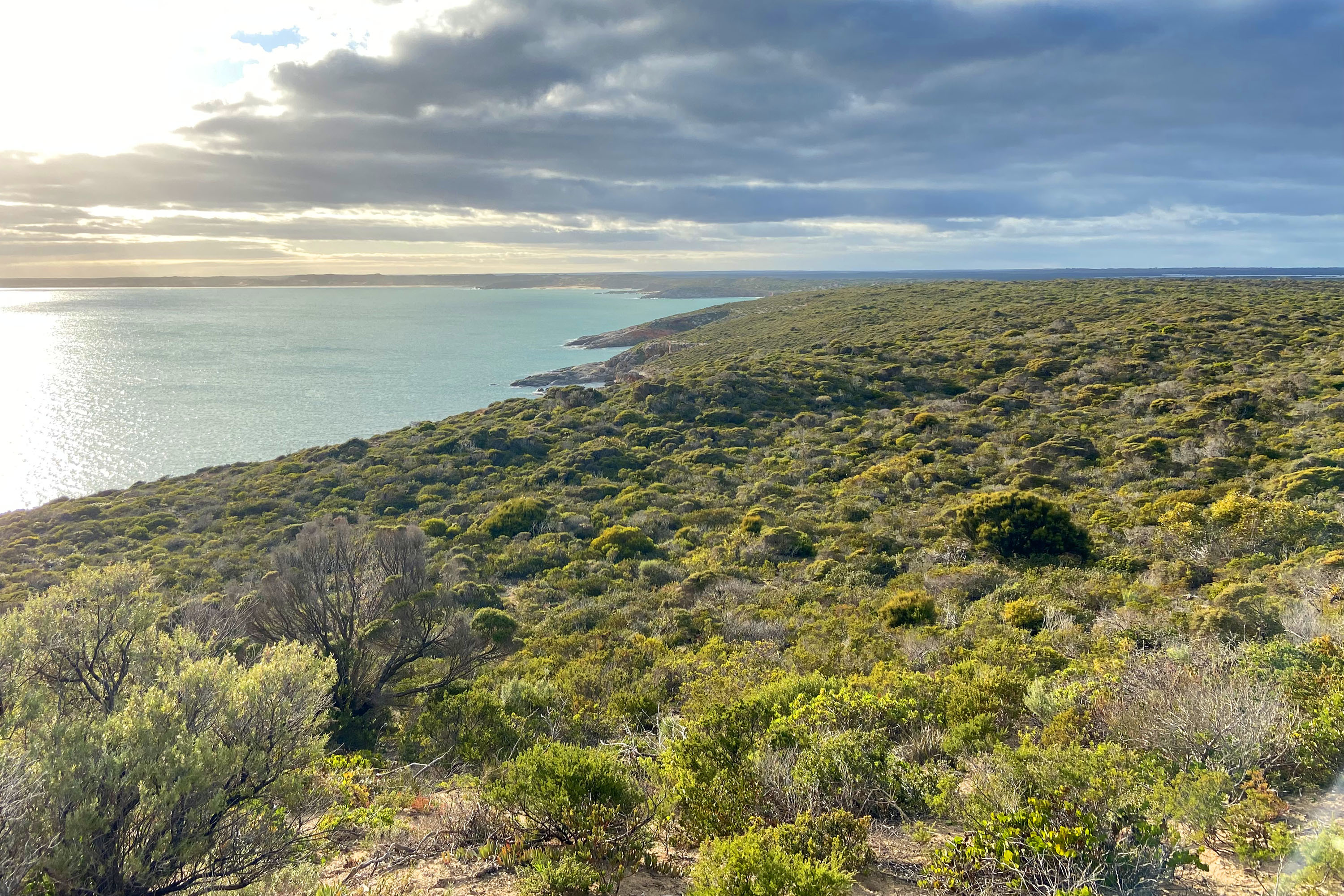
Naturlandschaft: Subtropische Küstenheide im Innes-Nationalpark in Süd-Australien

Natürliche Heidelandschaften sind beispielsweise:
- Die atlantischen Zwergstrauchheiden der kühlgemäßigten Küsten Nordwest-Europas (vor allem in Irland und Schottland)
- Heidemoore oder Standorte auf Silicatfelsen und kalkarmen Böden[5] in der Laubwaldregion
- Zwergstrauchheiden der polaren Tundren oder der alpinen Höhenstufe oberhalb der Waldgrenze
- Die Heiden Australiens und der Fynbos Südafrikas in der subtropischen Hartlaubvegetation

Der Begriff der Heide ist hier sehr unspezifisch, da keine einheitliche Zuordnung zu einer Klimazone möglich ist. Daher wird er in Fachpublikationen für die Naturlandschaften selten verwendet.

## Kulturlandschaften

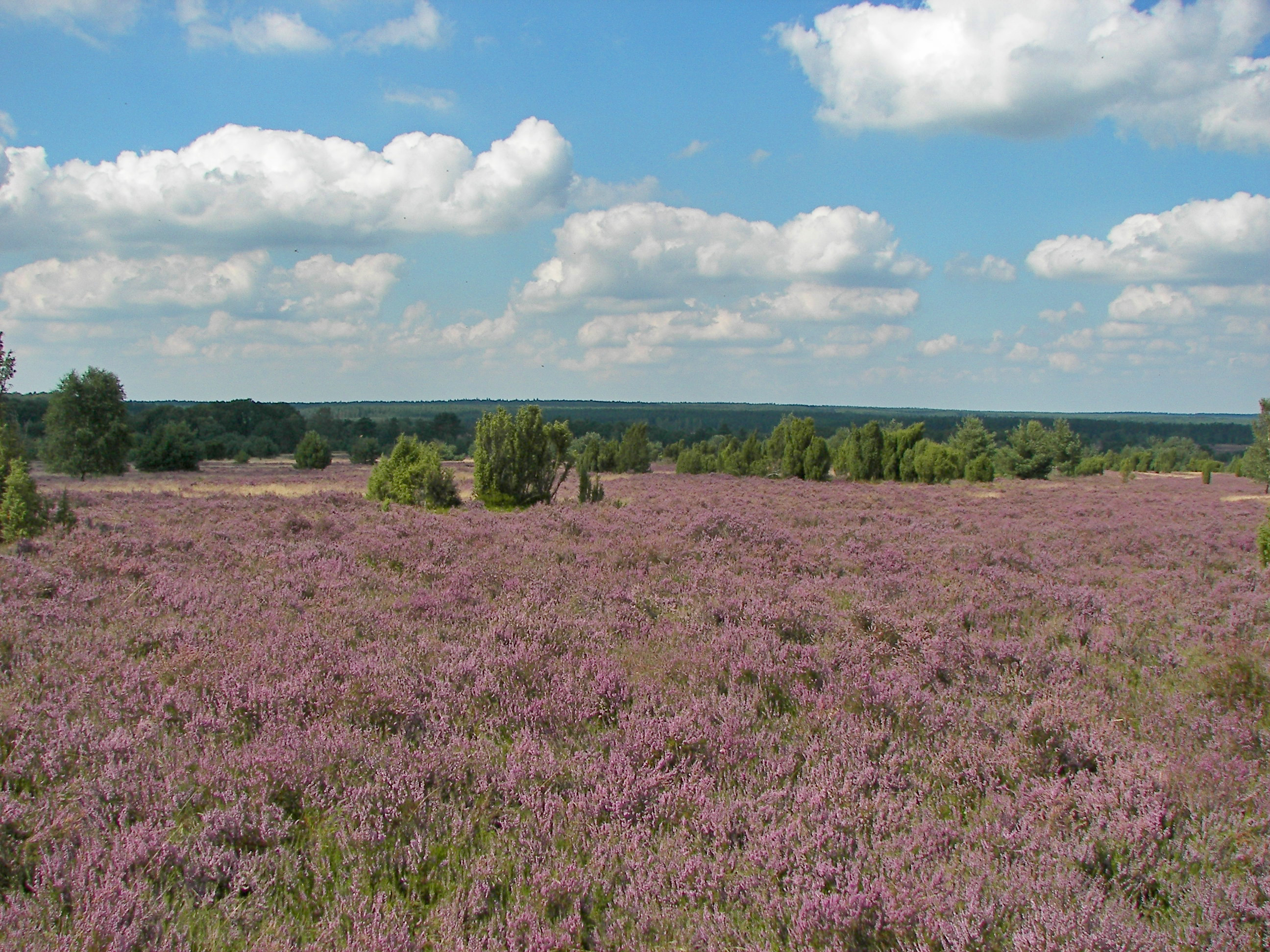
Die Lüneburger Heide ist eine der bekanntesten Heiden als Kulturlandschaft

Menschengenerierte Heide-Kulturlandschaften sind zumeist auf mageren, meist sandigen Standorten der gemäßigten Breiten durch extensive Bewirtschaftung (z. B. Beweidung, Hauwaldnutzung, Allmenden) oder Trockenlegung von Feuchtgebieten anthropogen entstandene baumlose Flächen. Ohne landschaftspflegerische Maßnahmen entwickeln sich solche Heidegebiete wieder zu Wald.
Alle trockenen Heiden Mitteleuropas – abseits von Meeresküsten und Feuchtgebieten – verdanken dabei ihre Entstehung der ungeregelten Beweidung über lange Zeiträume, bei der sich ein Hutewald durch den Verbiss des Viehs in eine mehr oder weniger baumfreie, offene Fläche umgewandelt hat.

## Begriffsgeschichte
Im Ursprung bedeutete das althochdeutsche Wort heide (auch heyde) „unbebautes Land“ im Gegensatz zu dem für Garten- oder Landwirtschaft urbar gemachten Land im Umkreis von Siedlungen. Diese Bezeichnung wurde auf die Allmendeweiden übertragen, die von allen Bauern der Gemeinde gemeinsam genutzt wurden; dabei waren Wald und Weideland nicht voneinander geschieden, der Wald wurde mitbeweidet und lichtete sich dadurch immer mehr aus. Heide war in der Folge mehr ein Rechtsbegriff als eine Landschaftsform, andernorts sprach man im gleichen Sinne von Mark, Gemeine, Gemeinde, Gemeinheit, Allmende. Entsprechend sind Heiden in Norddeutschland Zwergstrauchfluren, in Süddeutschland Kalktriften mit Magerrasen, im Osten lichte Kiefernwälder. In der Neuzeit setzte sich dann (wohl bedingt durch das Heidekraut und die Berühmtheit der Lüneburger Heide) der norddeutsche Name durch. Regional gibt es noch weitere Bezeichnungen für die Heide, zum Beispiel Palvė im baltischen Raum.
Im traditionellen Sprachgebrauch werden regional verschiedene Landschaftstypen als „Heide“ bezeichnet, teils auch mit zusammengesetzten Begriffen wie Felsheide oder Steppenheide (vergleiche zum Beispiel die Garchinger Heide, einen Trockenrasen bei München). In Ostdeutschland werden darunter, wohl von der älteren Bedeutung des Worts abgeleitet, aufgelichtete Kiefernwälder, seltener auch andere Wälder, verstanden.
Im engsten Wortsinn werden solche Flächen „Heide“ genannt, die durch vorherrschendes Heidekraut (Calluna vulgaris) auf nährstoffarmen und sauren Böden gekennzeichnet sind, oft mit eingestreutem Wacholder. Der Name des Heidekrauts ist schon im Althochdeutschen belegt und zeigt dadurch die langstehende Verbindung des Landschaftsnamens mit weitgehend unbebaubarem Flachland. Das blühende Heidekraut als Leitpflanze verwandelt einmal im Jahr, von Sommer bis Herbst, die weite, baumlose Heidelandschaft atlantischen Typs in einen lilafarbenen Teppich.

## Geographische Verteilung

### Deutschland

#### Naturlandschaften
Die baumlosen alpinen Regionen der Alpen werden gelegentlich als Heide bezeichnet und sind zusammen mit den Dünenheiden der Nord- und Ostseeinseln die einzigen natürlichen Heiden Deutschlands.

#### Historische Kulturlandschaften
Bekannte Heidelandschaften sind die Lüneburger Heide in Niedersachsen, die Colbitz-Letzlinger Heide in Sachsen-Anhalt, die Senne und die Westruper Heide in Nordrhein-Westfalen. Alle genannten Heidegebiete gehören biologisch gesehen zum Typus der atlantischen Heiden.
Weitere Heiden gibt es vor allem in Süddeutschland. Zu ihnen gehören die Lechtalheiden bei Augsburg und die Fröttmaninger Heide im Münchner Norden.

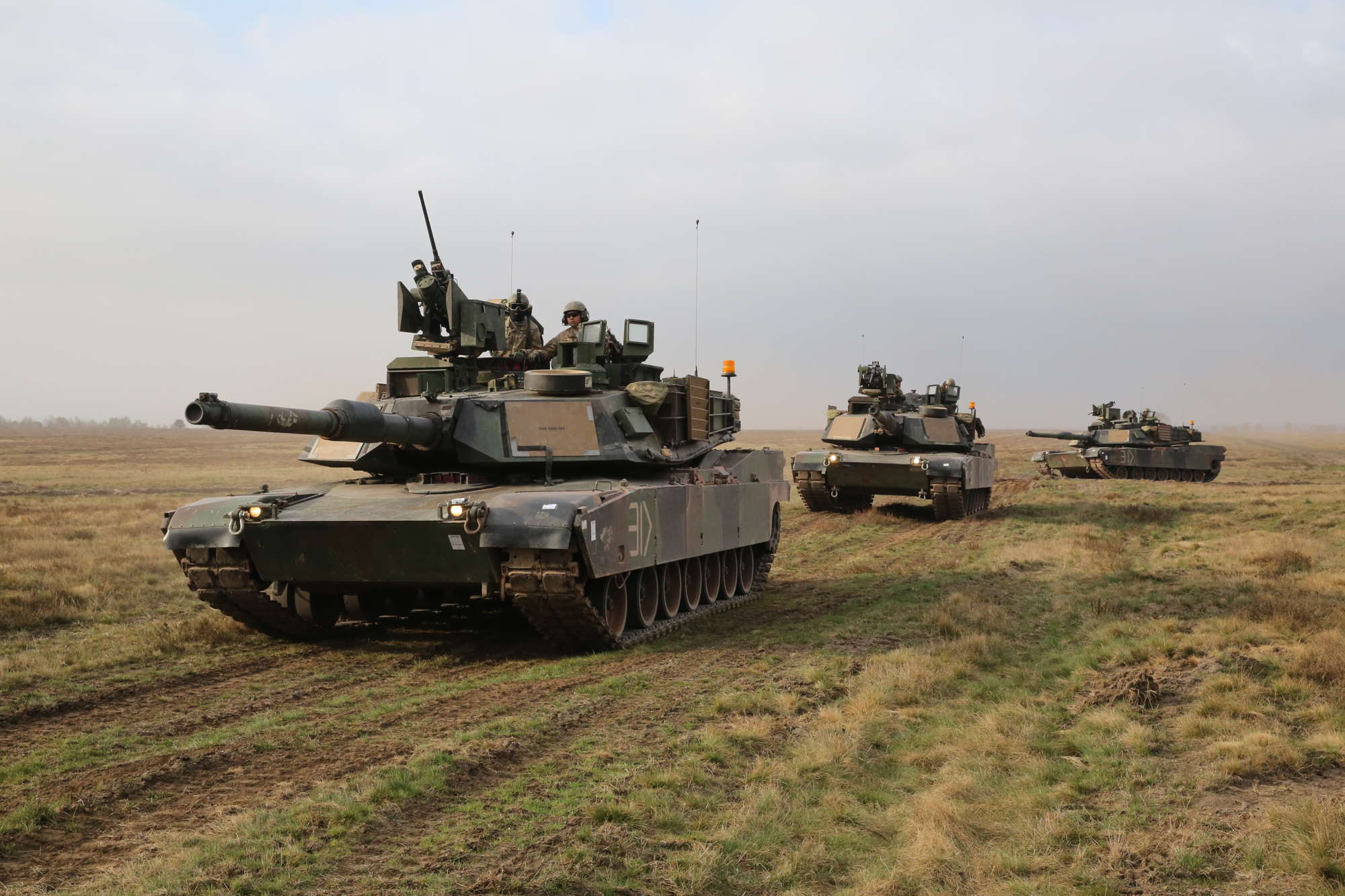
Militärmanöver 2015 in der Colbitz-Letzlinger Heide
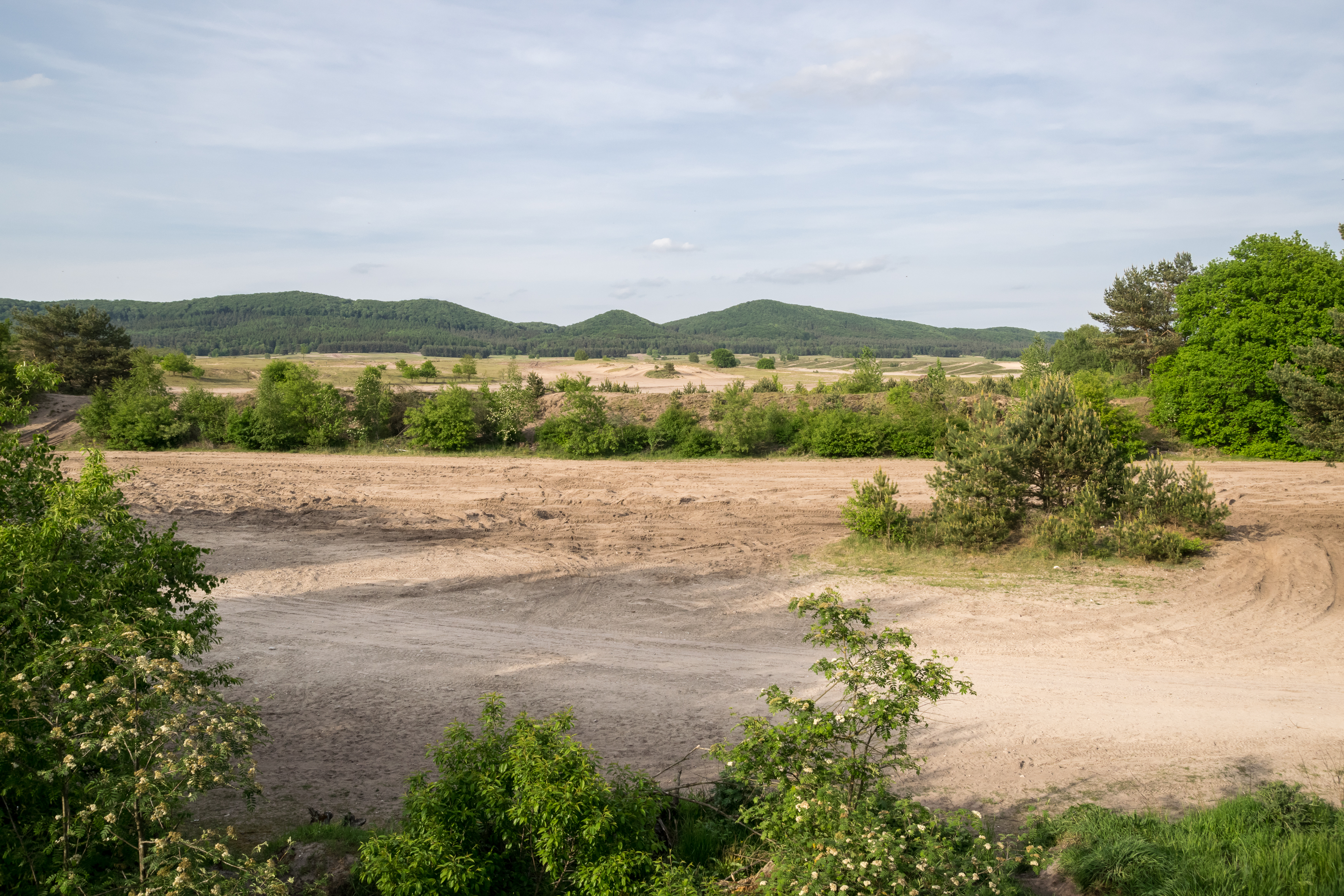
Sennelandschaft vor dem Teutoburger Wald
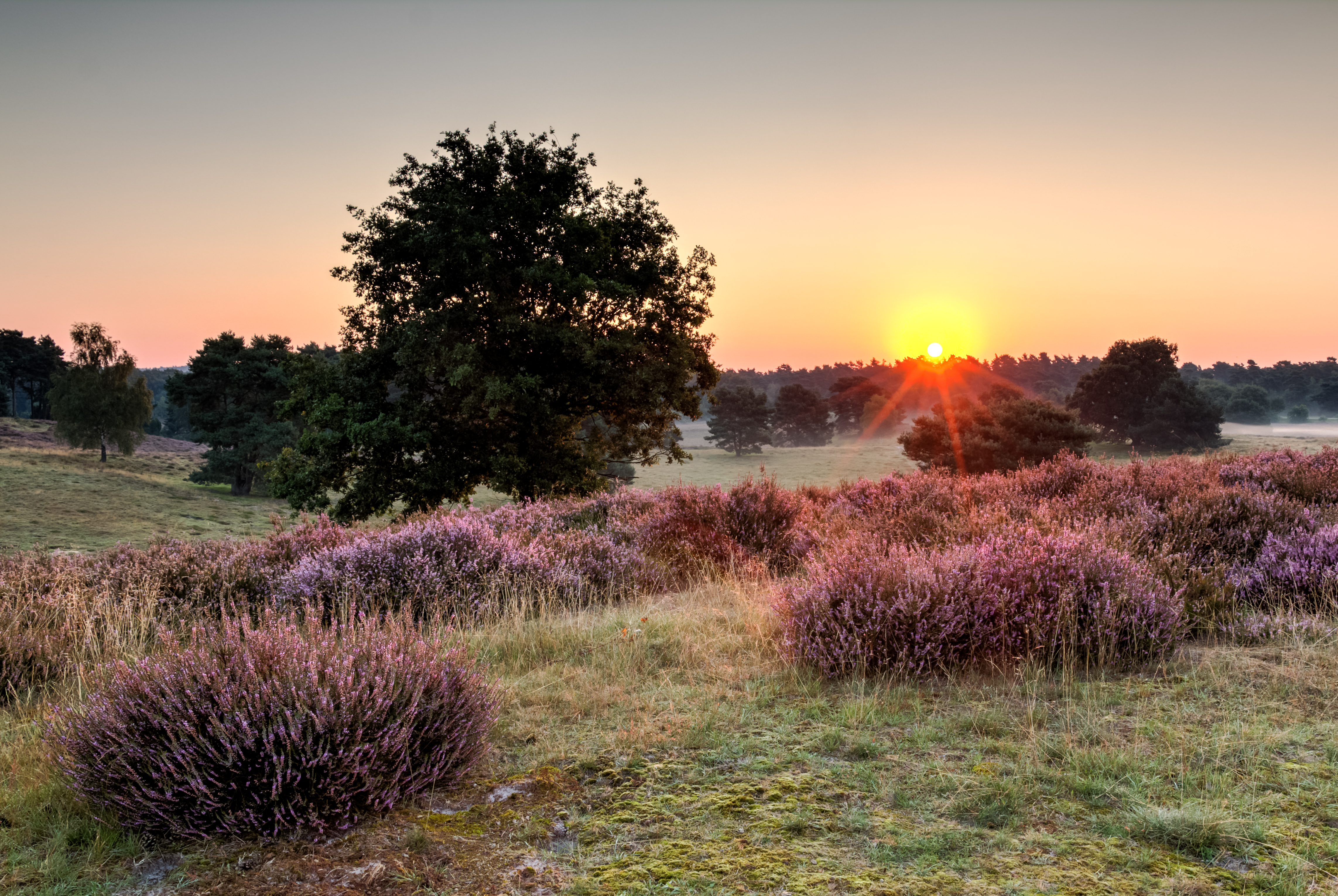
Heidelandschaft bei Haltern am See (Westruper Heide)
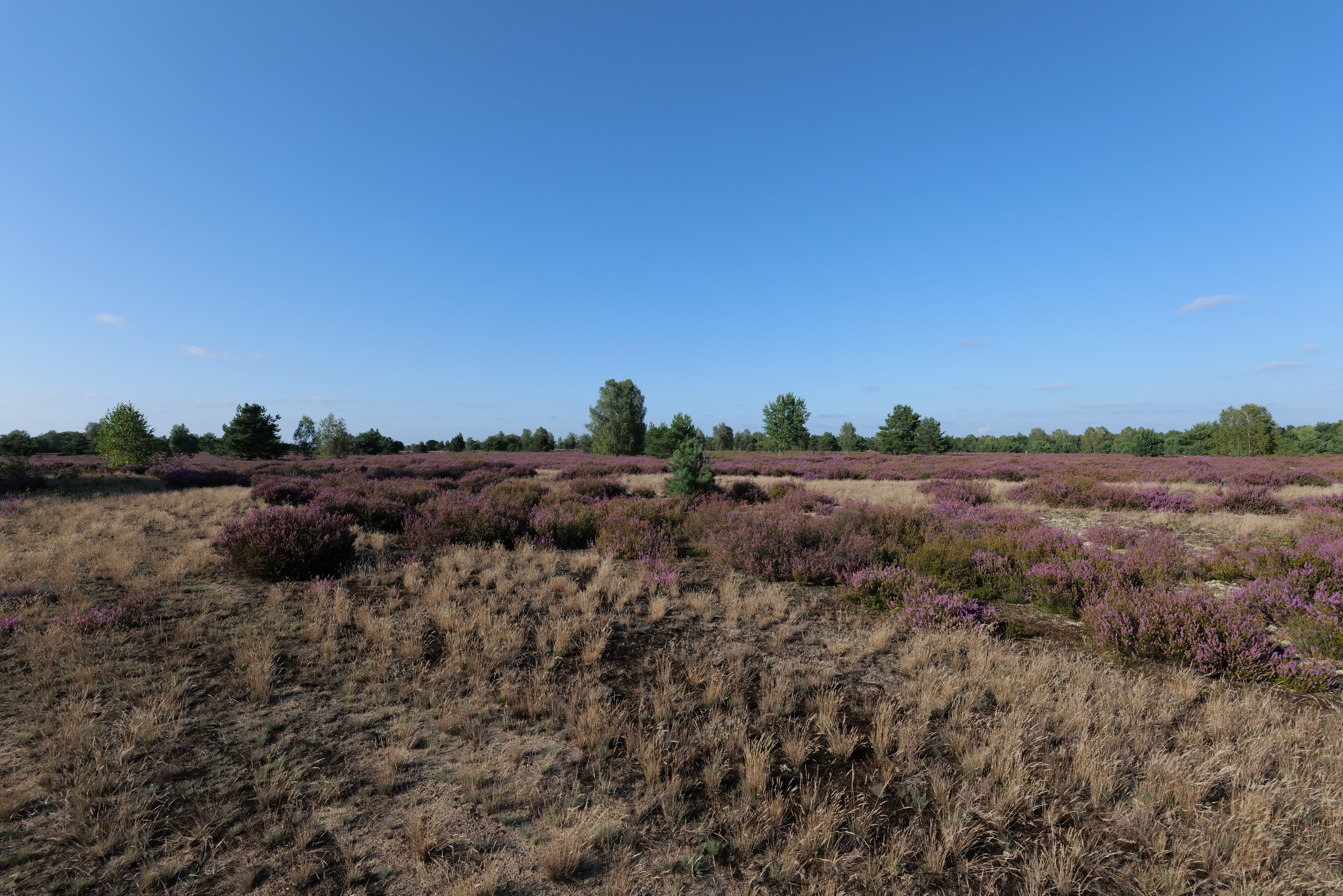
Heide im Naturschutzgebiet Kleine Schorfheide
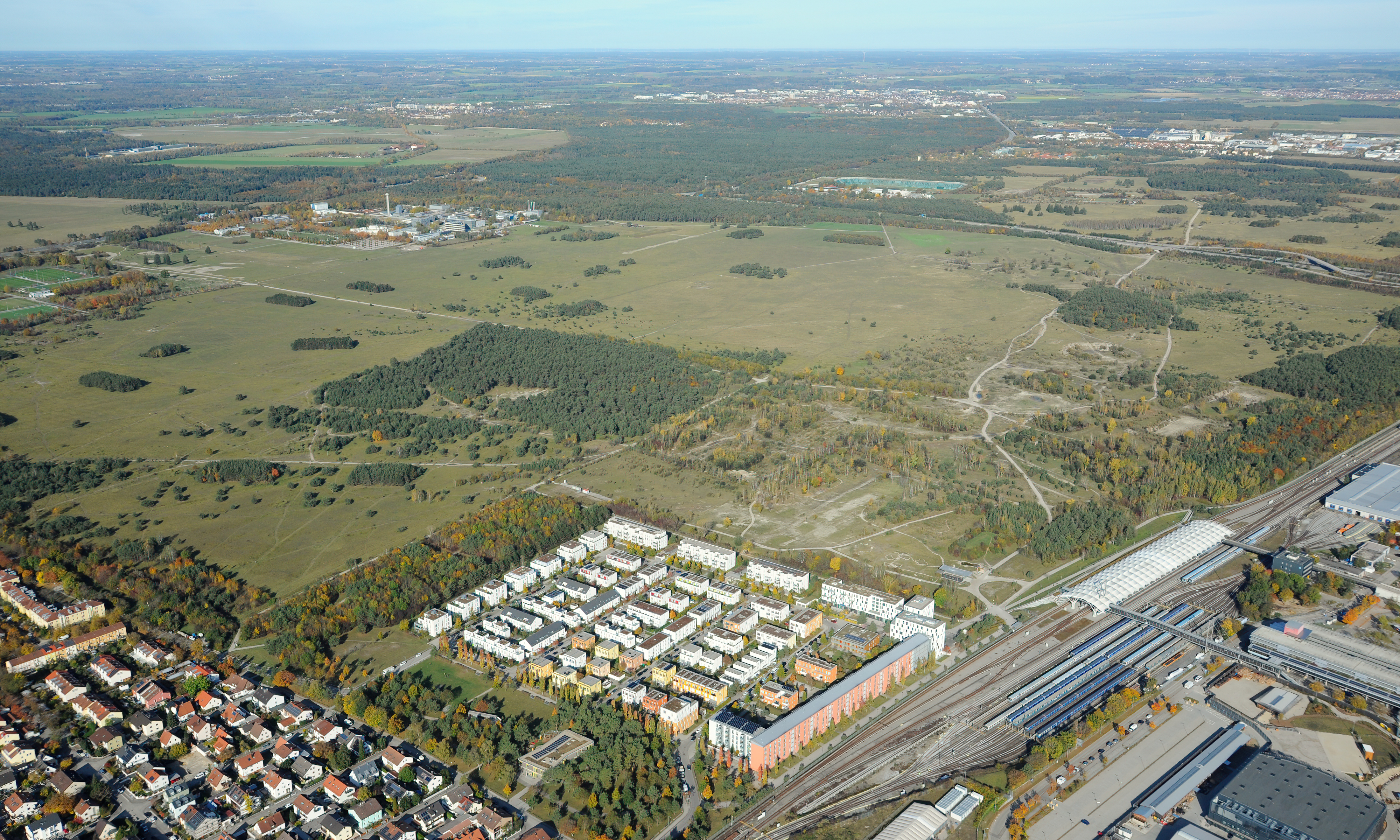
Fröttmaninger Heide im Münchner Norden

##### Heideflächen in Parks
In einigen Parks sind Heideflächen angelegt, teilweise auch unter Berücksichtigung mehrerer Sorten, um deren Vielfalt zu veranschaulichen.

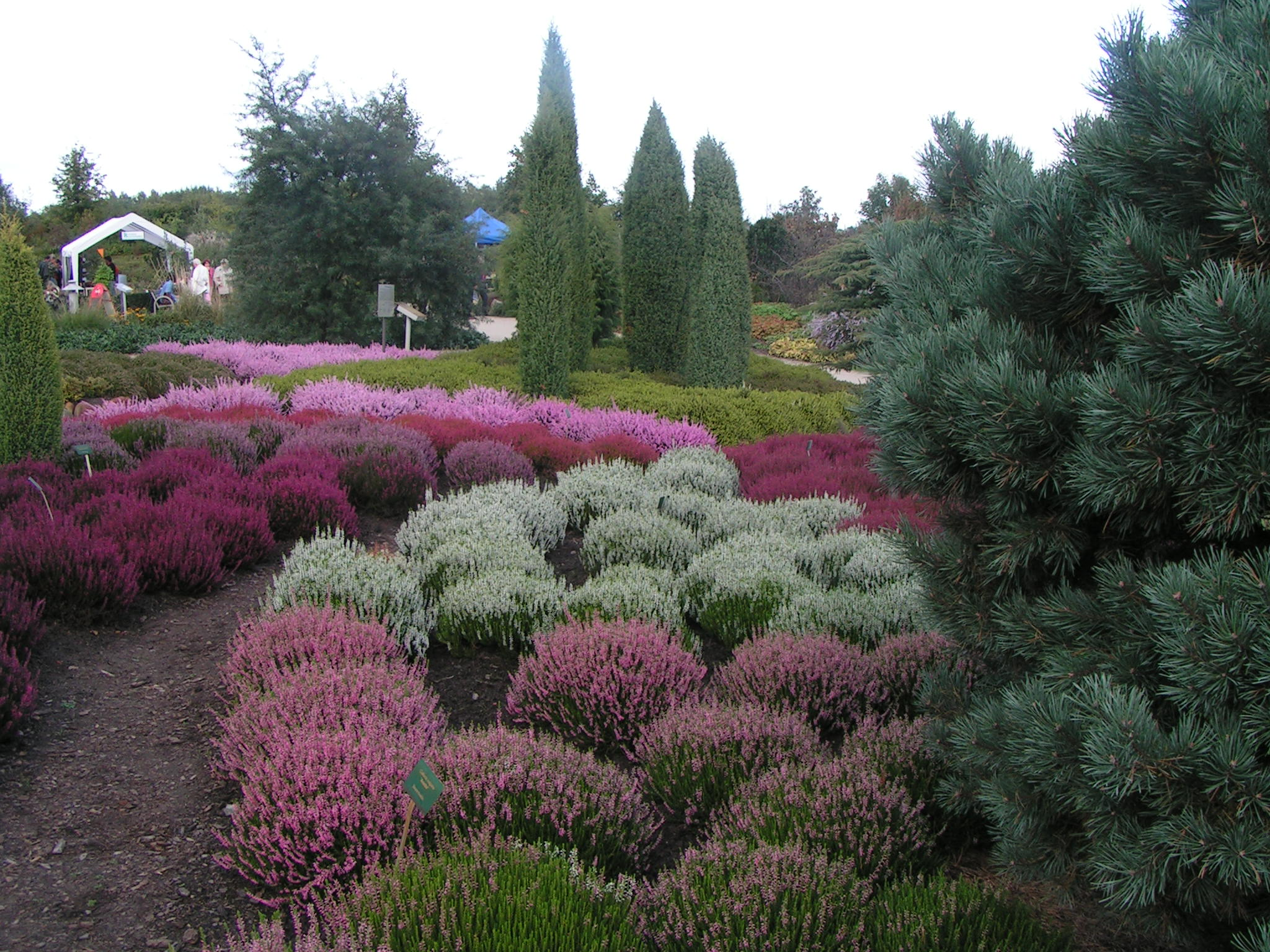
Park der Gärten Bad Zwischenahn
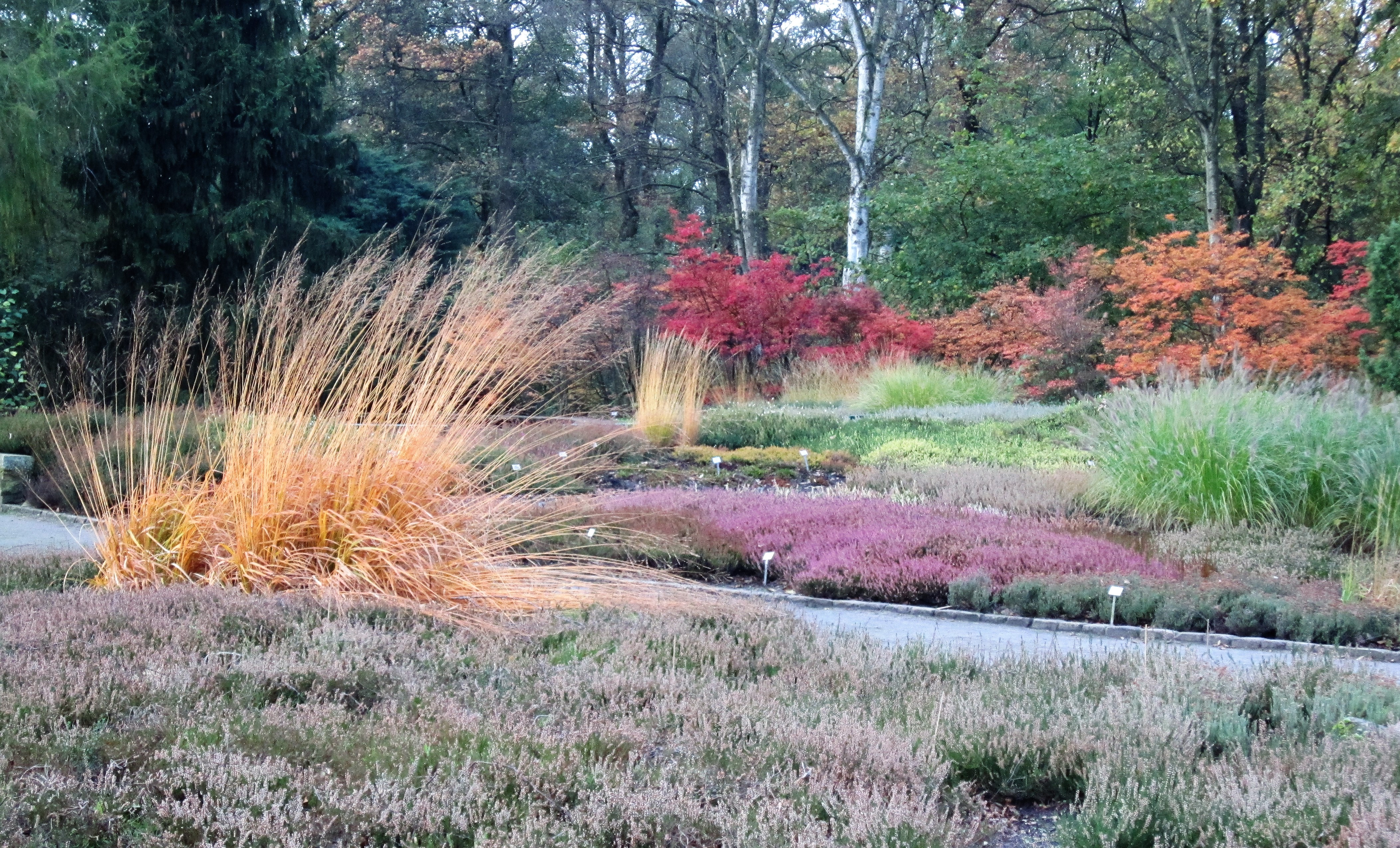
Rhododendronpark Bremen
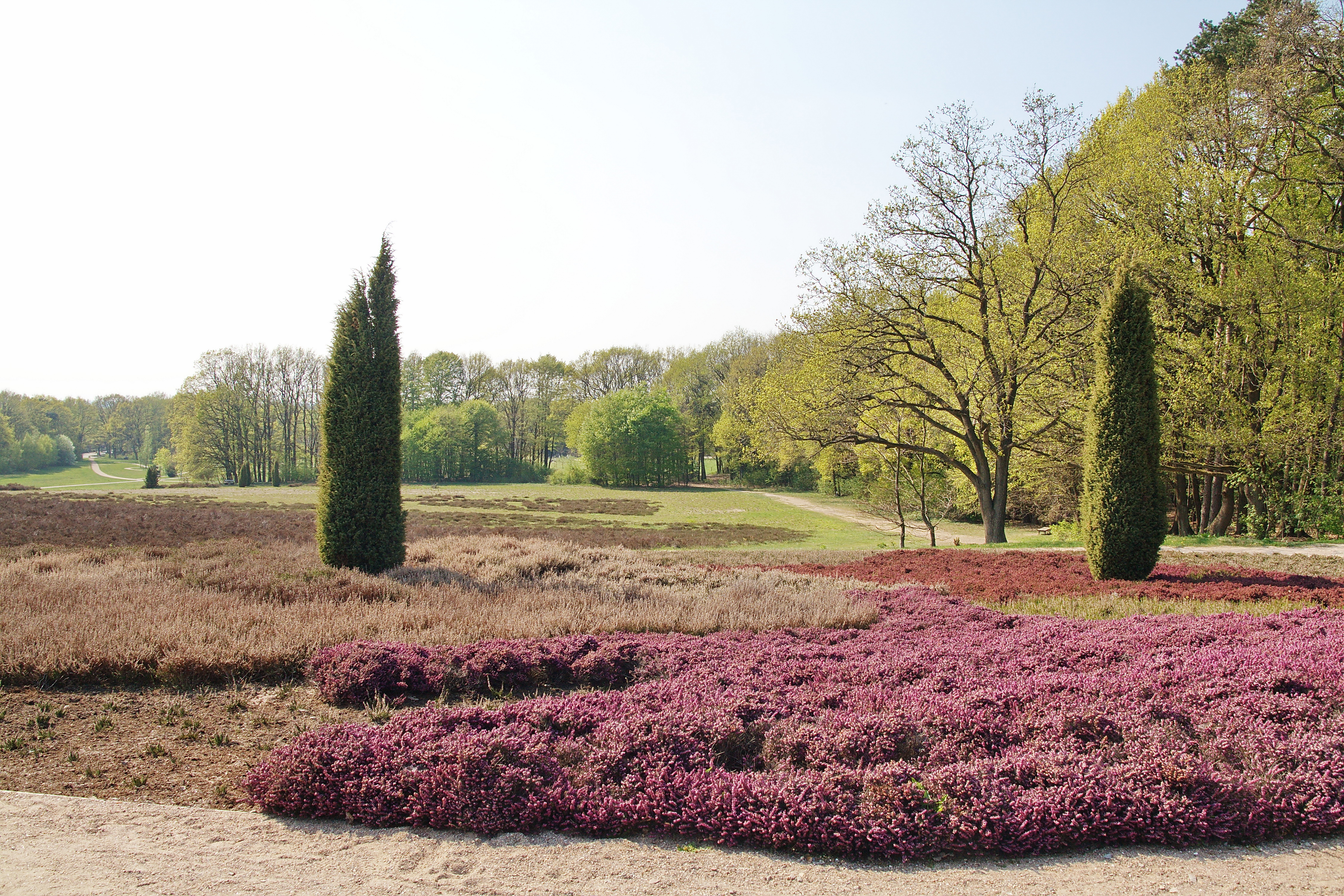
Heidegarten Schneverdingen
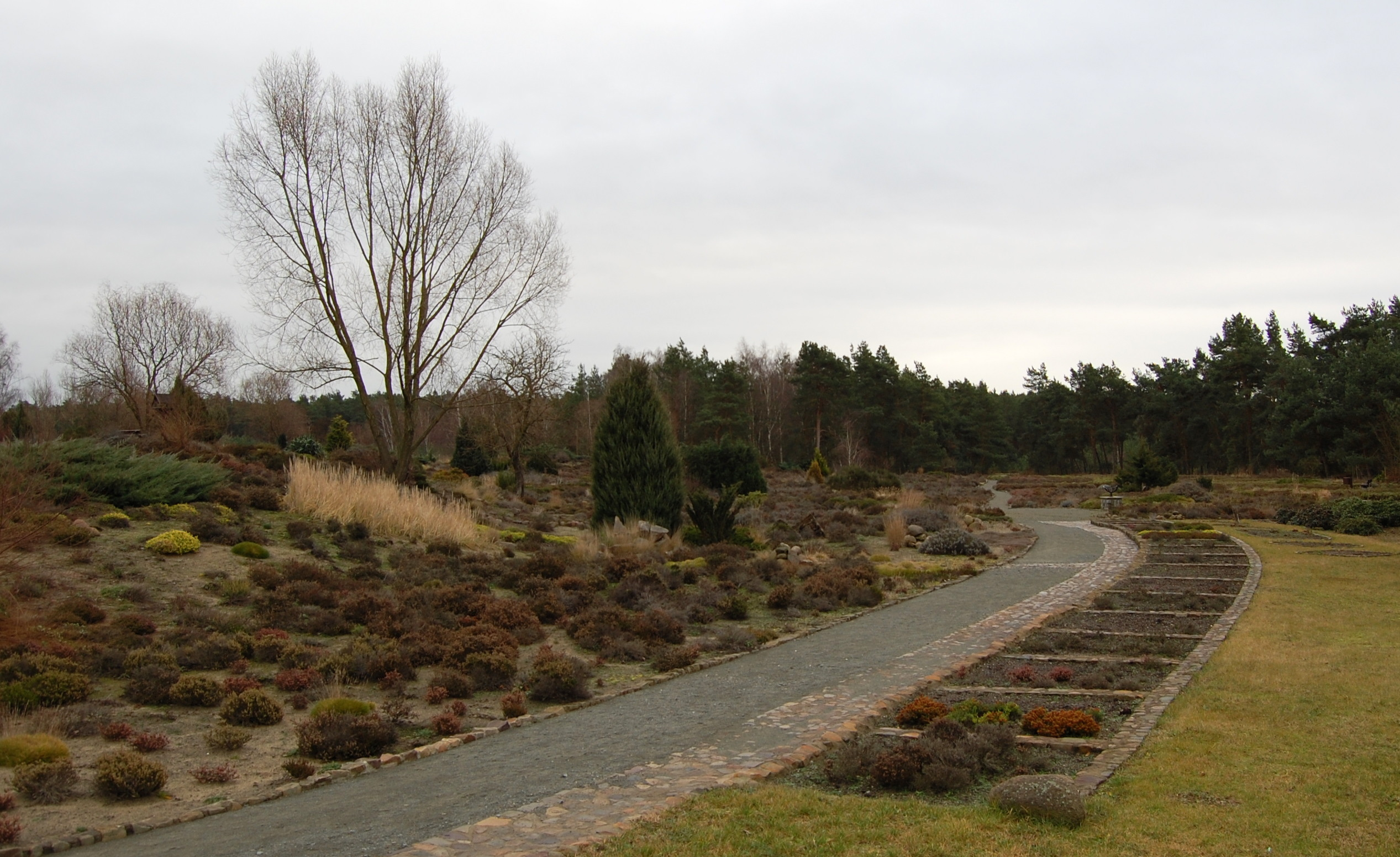
Heidegarten Gommern
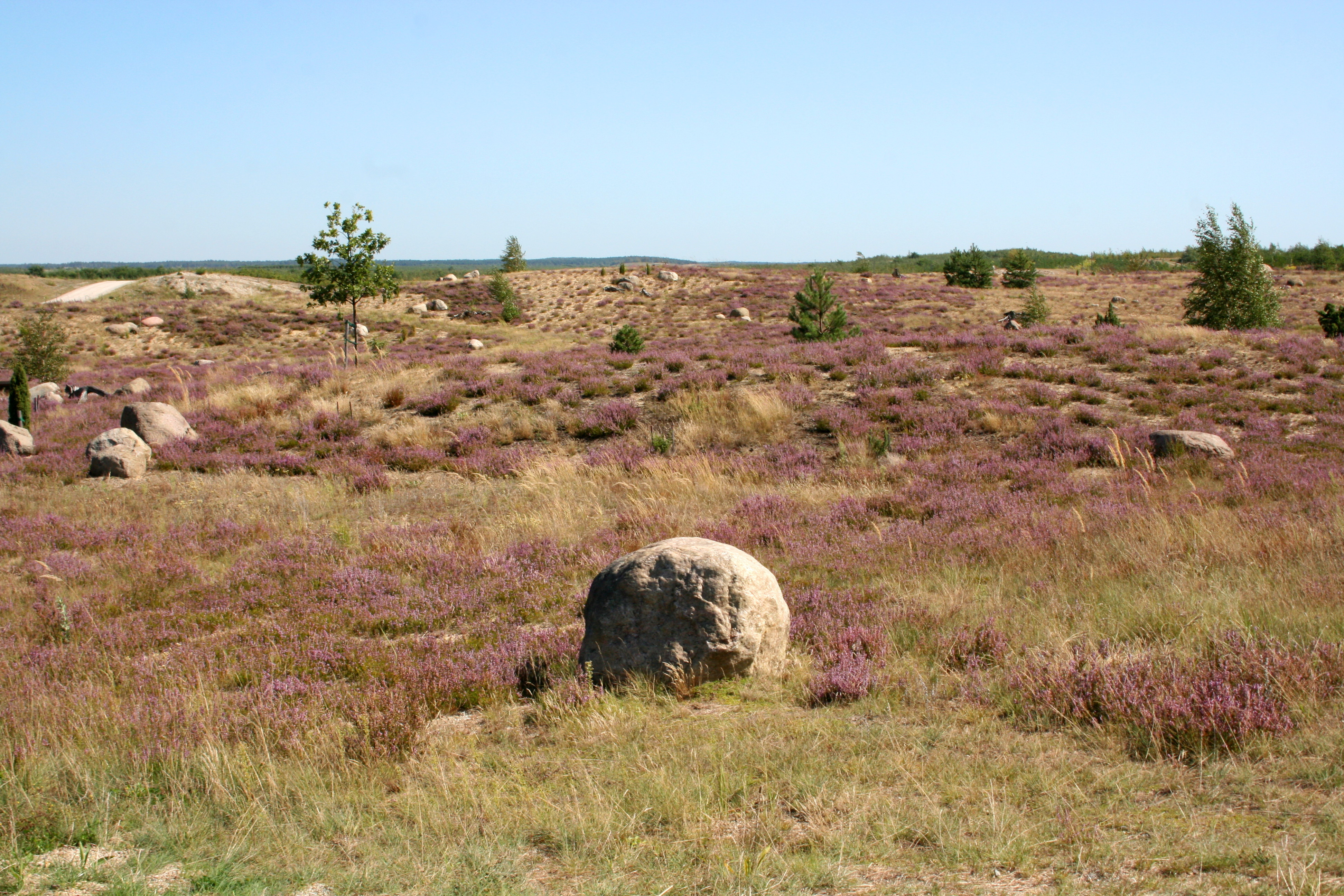
Naturheide im Lausitzer Findlingspark Nochten

### Übriges Europa
Zu unterscheiden sind drei Haupttypen von atlantischen Heiden:
1. Küstennahe Heiden sind vom milden, feuchten Meeresklima geprägt. Diesen Heidetyp gibt es in Norwegen, Irland, Nordwestschottland sowie auf den Orkney- und Shetland-Inseln. Er ist mit Moor- und Sumpflandschaften verbunden und stellt einen natürlich gewachsenen Landschaftstyp dar.
2. Die zentralen, nicht unmittelbar an der Küste gelegenen Heideregionen umfassen Gebiete in Schweden, Dänemark, Deutschland, den Benelux-Staaten, England, Frankreich, Polen und den baltischen Staaten. Dabei handelt es sich überwiegend um Sandheiden, die durch menschliche Einflüsse entstanden sind.
3. Ein dritter – ebenfalls anthropogen entstandener – Typ befindet sich im subtropischen Südeuropa. In Südfrankreich, Spanien und Portugal liegen die Heideregionen im küstennahen, steilen Bergland (vgl. Macchie), während die zentralen Heidegebiete eher in flach welligen Tiefland-Regionen zu finden sind. Im Süden überziehen bunte Blumenteppiche die felsigen Bergkuppen.

In Europa gibt es eine Vielzahl von Heidegebieten. Neben Heiden des atlantischen Typs gibt es außerhalb des atlantischen Einflusses Gebiete mit Heiden des nicht-atlantischen Typs.

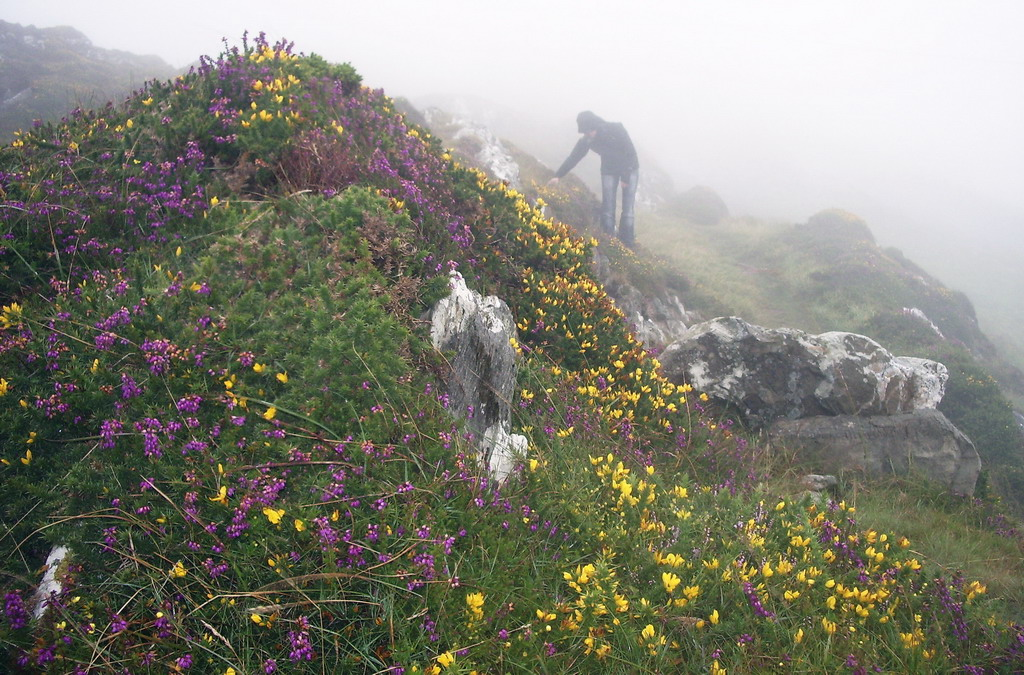
Atlantische Ginster-Heidestrauch-Heide auf Sheep’s Head, Irland
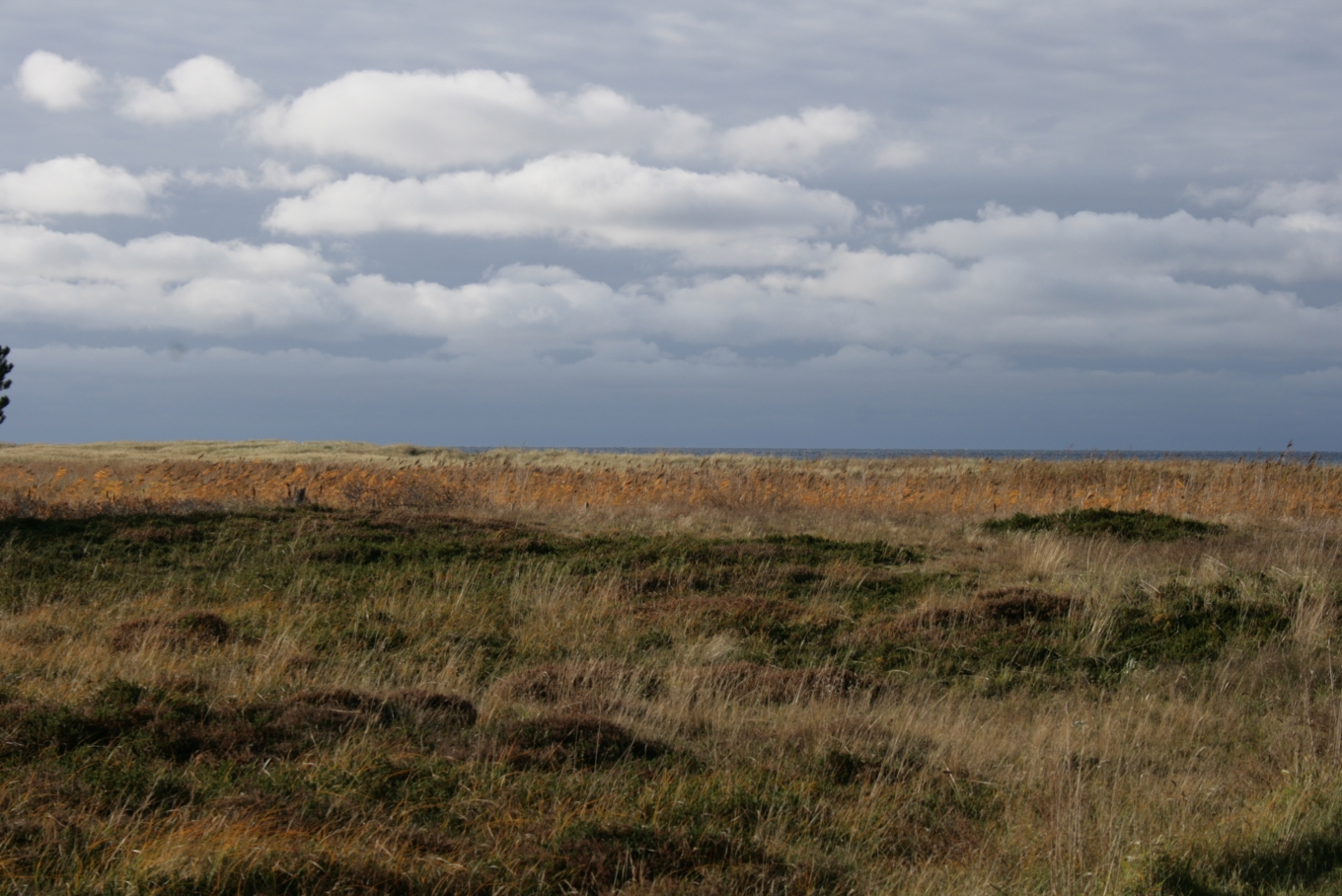
Küstenheide in Øer (Djursland, Dänemark)
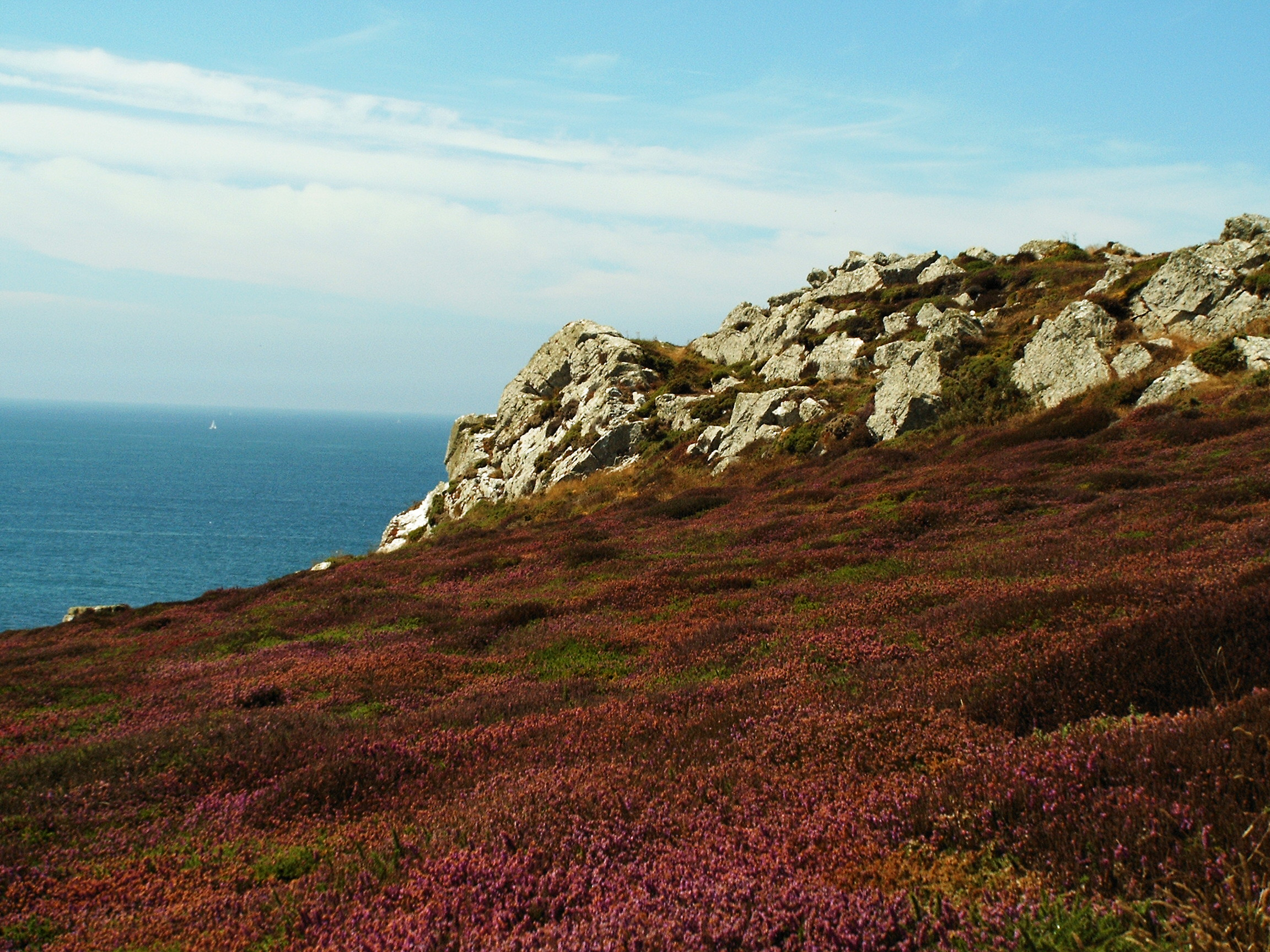
Küstenheide am Cap de la Chèvre (Bretagne, Frankreich)
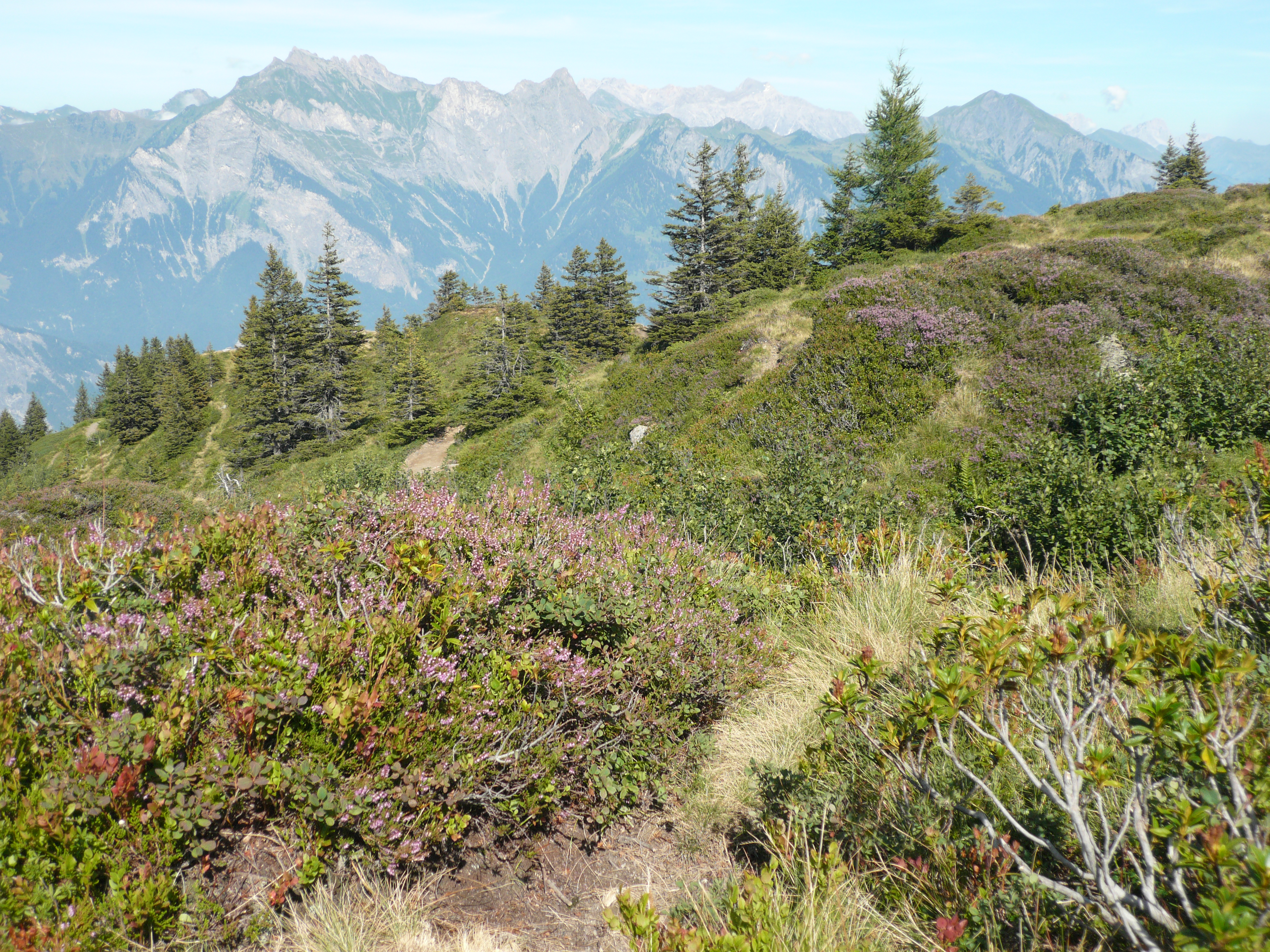
Alpine Heide auf 1800 m Höhe in den Schweizer Alpen oberhalb von Bad Ragaz

## Anthropogene Heiden

### Entstehung
Ursprünglich waren Heiden nur an natürlich waldfreien Standorten an Küsten (Dünen), in Mooren und im Gebirge zu finden. Die meisten der heute existierenden Heidelandschaften traten durch menschliche Bewirtschaftung anstelle der ursprünglichen Mischwälder. Dies zeigt sich unter anderem am Beispiel der Lüneburger Heide: Die Weide- und Feldwirtschaft auf den Böden im norddeutschen Tiefland prägte zwar bis zum 10. Jahrhundert bereits die Landschaft. Den wüchsigen Eichen- und Buchenwaldgesellschaften gelang es jedoch immer wieder, die vom Menschen aufgegebenen Flächen zu besiedeln. Die intensive Nutzung der Waldbestände in den folgenden Jahrhunderten erschöpfte die Regenerationskraft der Bestände. Durch Rodung, Beweidung und Feuer wurden die Wälder aufgelichtet und die Ausbreitung lichtliebender Pflanzengesellschaften gefördert. Bei extremer Übernutzung kam es auf leichten Böden (pleistozäne Sander und Dünen) zur Bildung von Flugsanden. Als besonders verheerend erwies sich die zusätzliche landwirtschaftliche Nutzung durch Plaggenhieb.

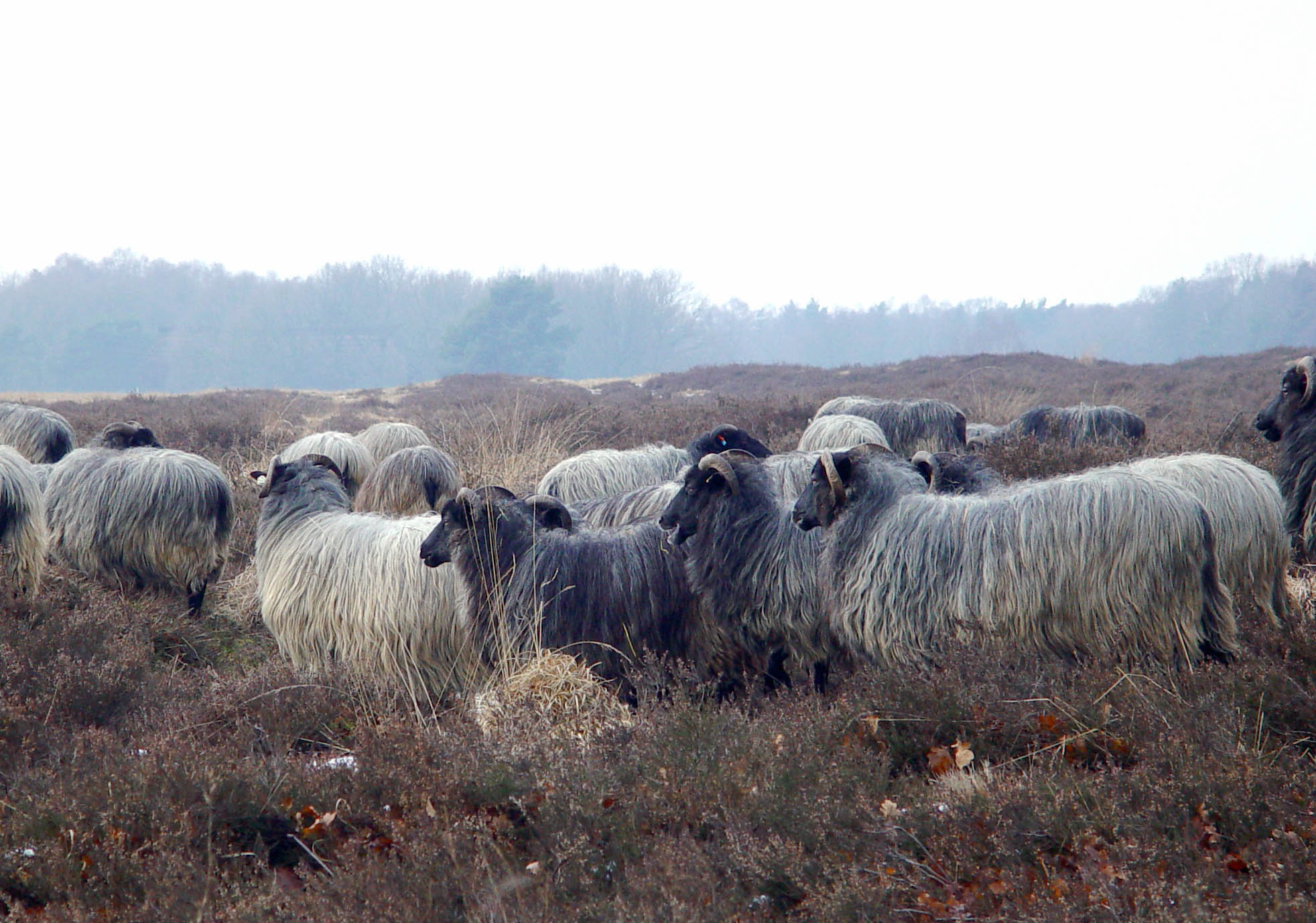
Heidschnucken in der Lüneburger Heide

Beim bis ins 19. Jahrhundert praktizierten Plaggenhieb als Teil der Heidebauernwirtschaft wurde der Oberboden mit der Vegetation und der Wurzelzone entfernt. Zurück blieb der reine Mineralboden. Die Plaggen wurden als Brennmaterial genutzt oder als Einstreu in Stallungen verwendet und mit dem Kot der Tiere vermengt als Dünger auf die Felder ausgebracht. Weitere Nährstoffe wurden durch Beweidung, insbesondere mit Heidschnucken entzogen. Die Beweidung verhinderte zudem den Aufwuchs größerer Gehölze bzw. von Bäumen und förderte nicht verbissene Gehölzarten (Weideunkräuter) wie den für Heidelandschaften charakteristischen Wacholder.
Hinzu kam in vielen Heidegebieten das regelmäßige Abbrennen der Vegetation: Da die Besenheide nach Bränden besonders gut keimt und für jagdbares Kleinwild (etwa Birkhühner und Hasen) eine besonders nährstoffreiche Nahrung darstellt, erhöhte sich dadurch der Tierbestand.
Nährstoffe wurden aus den so genutzten Böden exportiert. Niederschläge wuschen die letzten verbleibenden Nährstoffe aus, die im durchlässigen Bodenausgangsmaterial (Sande) schnell in tiefere Schichten verlagert wurden. Auf diesen degradierten Böden siedelten nun Spezialisten wie Heidekrautgewächse (Ericaceae) und Heide-Wacholder (Juniperus communis), die durch starke organische Säuren die letzten Nährstoffe aus den Böden erschließen. Es kam zu einer Versauerung des Bodens, in dem immer weniger Bakterien als Zersetzer existieren können. In der Folge konnte Streu und organische Bestandteile immer weniger zersetzt werden. Unterhalb des Auswaschungshorizontes dieser Böden bildete sich durch Podsolierung eine Zone, in der organische Komplexbildner (Polyphenole, Carbonsäuren, Fulvosäuren) mit Eisen-, Mangan- und Aluminiumionen ausfallen und sich verfestigen. Auf feuchteren Standorten unter Erikaheiden bildete sich in dieser Schicht der für Pflanzenwurzeln oft undurchdringliche Ortstein, auf trockeneren Böden unter Callunaheiden Orterde.

### Biodiversität

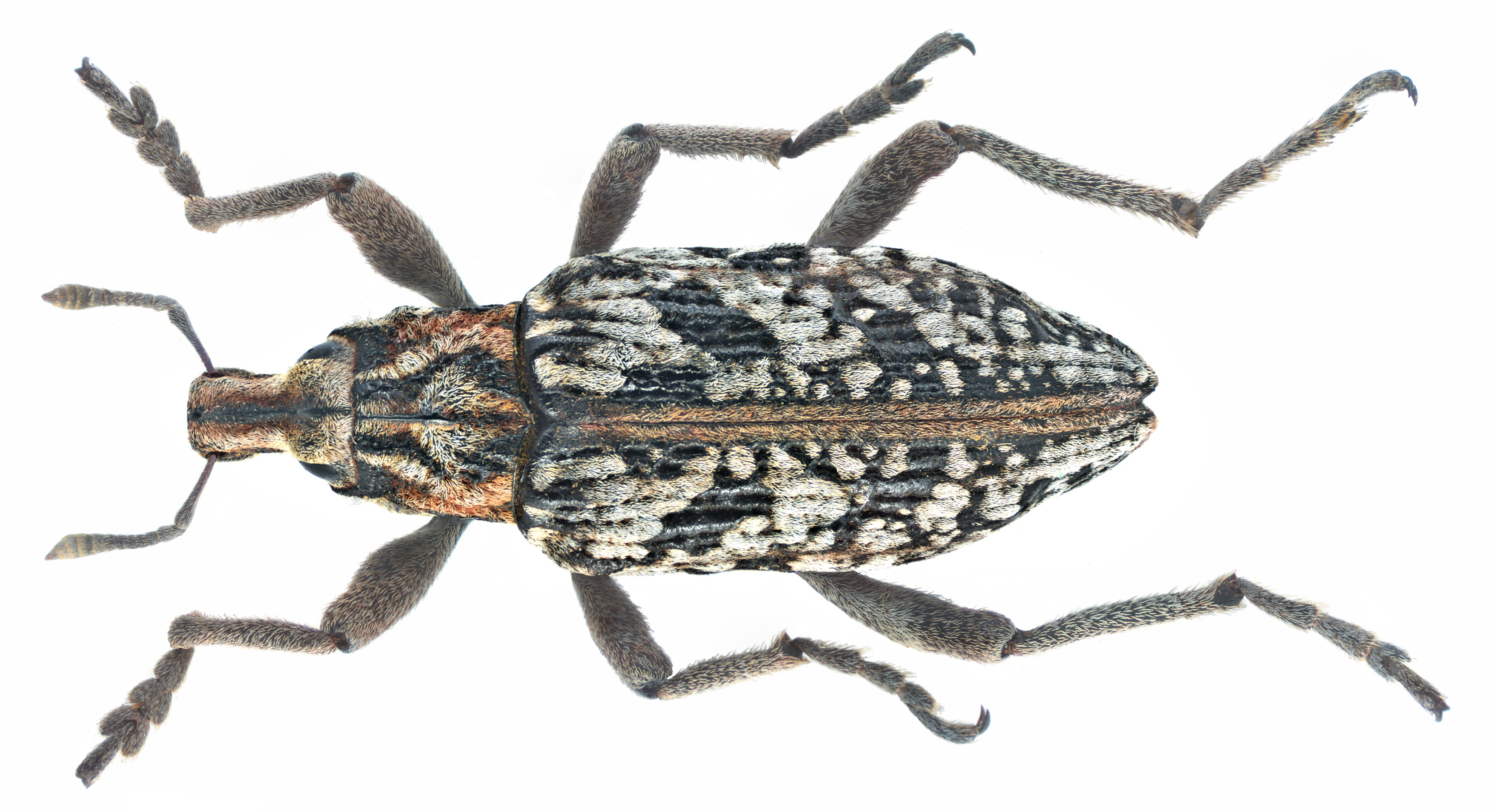
Heide-Steppenrüssler

Anthropogene Heidelandschaften weisen aufgrund ihres Strukturreichtums (Gehölze, einzelne Bäume, Baumgruppen, Sandflächen usw.) und ihrer Lichtoffenheit eine höhere Biodiversität auf als der potenzielle Klimaxwald am gleichen Standort. Dies trifft insbesondere auf Insekten, Spinnen, Vögel und Kräuter zu, die im Wald keinen Lebensraum hätten. Diese Tatsache macht sie für den Naturschutz interessant und erhaltenswert.
Die an den Lebensraum Heide angepassten Schaf- und Rinderrassen wie auch andere Tier- und Pflanzenarten der Heide wären vom Aussterben bedroht, wenn dieser Lebensraum verschwinden würde. Dieser Vorgang würde die Biodiversität und Artenvielfalt verringern. Im Interesse des Erhalts bedrohter Tierarten ist der Nachteil, dass z. B. Heid- und Moorschnucken, die optimal an den Lebensraum Heide angepasst sind, im Vergleich zu anderen Schafrassen nur wenig Milch, Fleisch und Wolle produzieren, von untergeordneter Bedeutung. Die Hauptaufgabe dieser Tiere ist das Verzehren von Gras, Kräutern und Blättern der Bäume zum Erhalt eines nährstoffarmen Biotops, von dessen Existenz nicht nur sie profitieren. Schafhaltung auf Heideflächen wird deshalb mit öffentlichen Mitteln subventioniert. Ein Beispiel für eine streng an Heideflächen gebundene Tierart, die zumindest in Deutschland vom Aussterben bedroht ist, ist der Heide-Steppenrüssler.

### Erhaltung

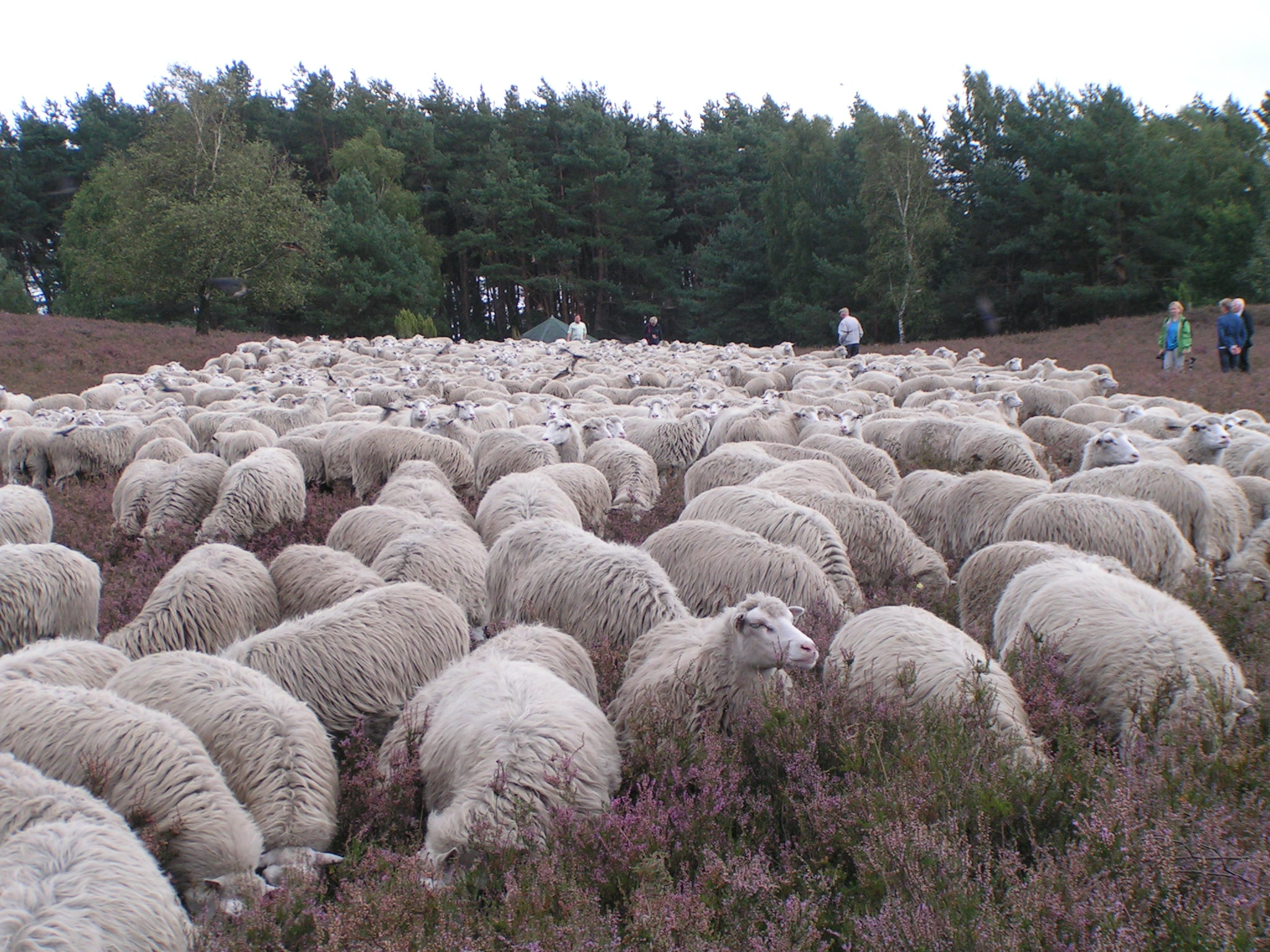
Moorschnucken in der Kirchdorfer Heide

Die kargen Heiden Nordwestdeutschlands mit ihrer Wacholder- und Heidevegetation sind aus einer über Jahrhunderte andauernden Nutzung durch das Heidebauerntum entstanden. Seitdem Kunstdünger oder überschüssige Gülle aus Gebieten mit einer intensiven Viehwirtschaft wirtschaftlich auf Heideflächen eingebracht werden können, wurde diese Art der Nutzung unwirtschaftlich. Ein großer Anteil der Flächen wurde in Ackerland umgewandelt. In Deutschland wurden Tierhaltungen auf nährstoffarmen Flächen schon vor Jahrzehnten in großem Umfang eingestellt.
Aufgehalten wurde und wird die Verringerung der Gesamtfläche des Heidelands durch militärische Nutzungen (z. B. Lieberoser Heide, Senne, Osterheide bei Schneverdingen, Mehlinger Heide bei Kaiserslautern in der Pfalz), die den Aufwuchs von Sträuchern und Bäumen massiv behindern und sogar zur Bildung neuer Heideflächen beitragen.
Da anthropogene Heiden Kulturlandschaften auf waldfähigen Standorten sind, können sie nur durch bewusste Landschaftspflege (hier: Heidepflege) – etwa durch extensive Beweidung – erhalten werden, da durch die natürliche Sukzession ansonsten wieder Wald entstehen würde.

## Kunst und Kultur

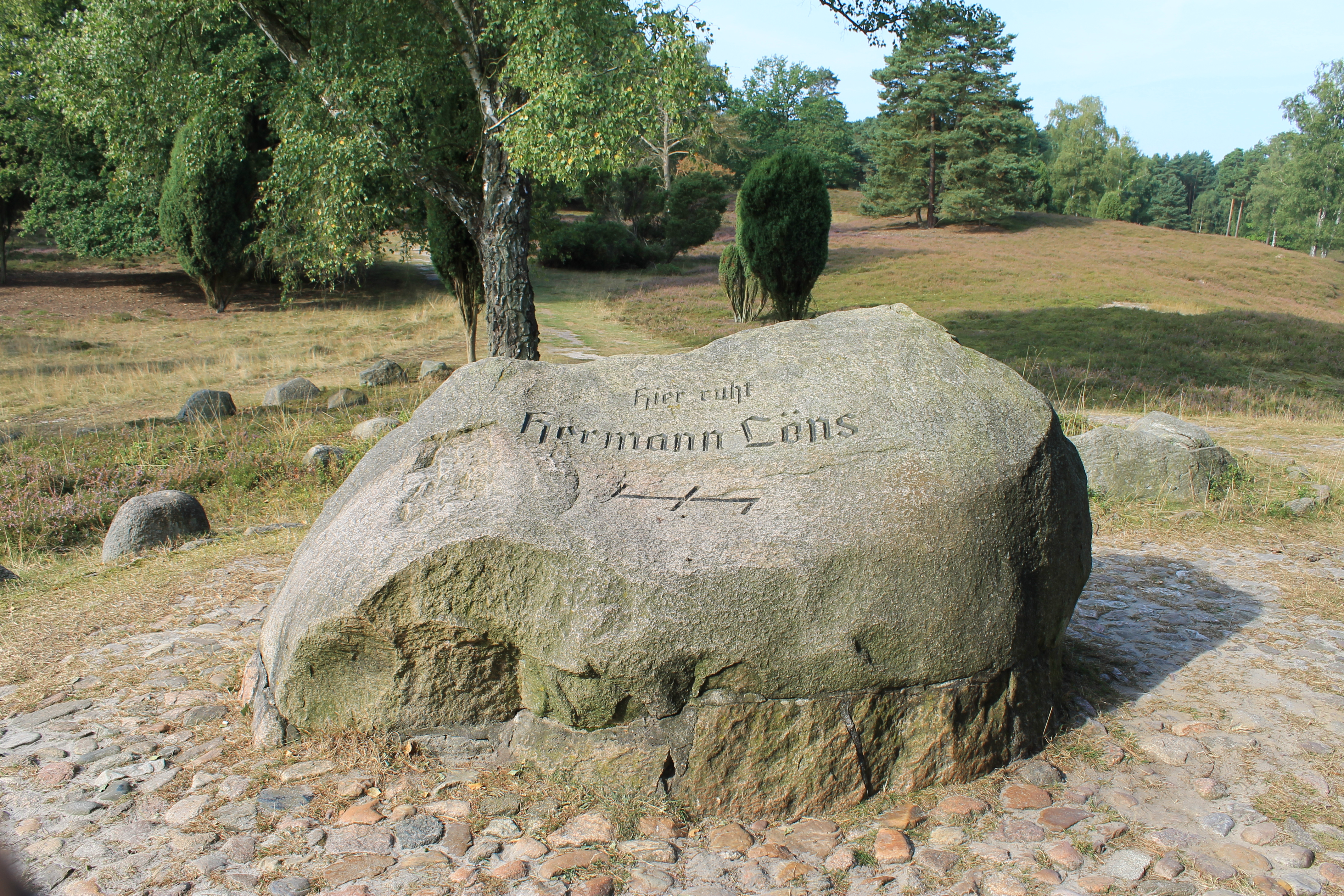
Grab des „Heidedichters“ Hermann Löns bei Walsrode

Zumal im 19. Jahrhundert entdeckten Maler, Schriftsteller und Musiker die Heide als Landschaft und Sujet. Eine zentrale Rolle für die Lüneburger Heide spielte der Heidedichter Hermann Löns. Eugen Brachts Durchbruch als Künstler fällt in seine Phase der Heidemalerei.
Naturparks wie die Lüneburger Heide spielen eine wichtige Rolle für die Naherholung. Viele Besucher haben eine emotionale Beziehung zu diesem Landschaftstyp entwickelt. Gerade der anachronistisch wirkende Charakter der Landschaft aus der „Hermann-Löns-Zeit“ selbst und die dort betriebene Art von Landwirtschaft wirken auf viele Touristen attraktiv. Im Kino haben Heimatfilme wie Grün ist die Heide diese Befindlichkeit thematisiert. Die „Heimatliebe“, die in den 1950er Jahren noch zu einem Rekord an Besucherzahlen in deutschen Kinos geführt hat, dürfte heute nicht mehr so ausgeprägt wie damals sein. Für diese Annahme sprechen rückläufige Zahlen von Besuchern der Lüneburger Heide.
Die Seltenheit großflächiger Heidelandschaften macht diese zum „schützenswerten Relikt“. Ob durch das Instrument des Naturschutzes die Entwicklung und der Wandel von Natur gefördert werden oder ob ein von Städtern als schön empfundener Zustand einer Kulturlandschaft bewahrt werden soll, ist für viele Naturschützer eine offene Frage. Mit dem Prinzip des Naturschutzes sind beide Varianten vereinbar.

### Denkmalpflege
Das „Rahmenkonzept zur Erweiterung des Naturparks Lüneburger Heide“ beschreibt die denkmalschützerische Aufgabe von Regionalplanern. „Historisch gewachsene Ortskerne, Heidekirchen und -bauernhäuser, Schafställe und Findlingsmauern zeugen von der Vergangenheit und prägen das Bild vieler Gemeinden“. Demnach müssen also Schafställe nicht nur deshalb erhalten werden, weil sie für die Haltung von Heidschnucken erforderlich wären, sondern auch aus Gründen des Denkmalschutzes.

## Siehe auch

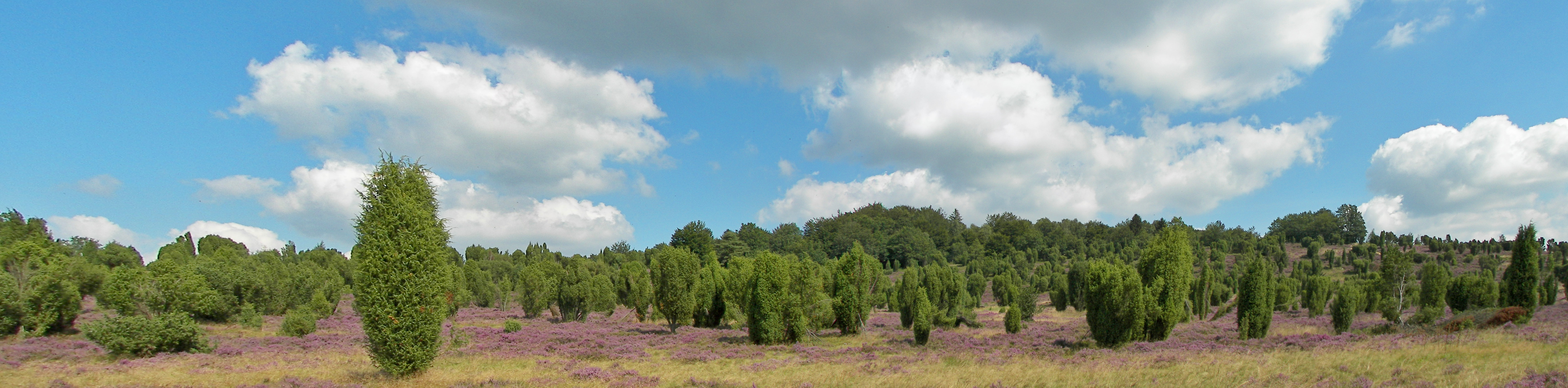
Heidelandschaft im Steingrund in der Lüneburger Heide beim Wilseder Berg